# IJsselderby
El IJsselderby es la rivalidad de fútbol que existe entre el Go Ahead Eagles de Deventer y el PEC Zwolle de Zwolle en los Países Bajos.

## Historia
El primer enfrentamiento entre ambos equipos se da en la temporada 1929/30 que terminó con empate 3-3, pero esta rivalidad tomó fuerza a inicios de los años 1990 cuando eran miembros de la eerste Divisie luego del descenso del Go Ahead Eagles, siendo este último más exitoso ya que ha sido campeón nacional cuatro veces.
El nombre del derbi es por estar cerca del río IJssel y la distancia entre ambas ciudades es de 21 millas, y es un derbi de alto riesgo a causa de los grupos de aficionados de ambos equipos.

## Estadísticas
| Estadísticas Generales             | Estadísticas Generales | Estadísticas Generales | Estadísticas Generales | Estadísticas Generales | Estadísticas Generales | Estadísticas Generales | Estadísticas Generales |
| Ventaja                            | Torneo                 | Partidos               | PEC                    | Empates                | GAE                    | GPEC                   | GGAE                   |
| ---------------------------------- | ---------------------- | ---------------------- | ---------------------- | ---------------------- | ---------------------- | ---------------------- | ---------------------- |
| Go Ahead Eagles                    | Eredivisie             | 24                     | 8                      | 7                      | 9                      | 33                     | 32                     |
| Go Ahead Eagles                    | Eerste klasse          | 26                     | 8                      | 3                      | 15                     | 37                     | 67                     |
| PEC Zwolle                         | Eerste Divisie         | 34                     | 23                     | 5                      | 6                      | 64                     | 35                     |
| Go Ahead Eagles                    | Tweede Divisie         | 6                      | 1                      | 1                      | 4                      | 10                     | 15                     |
| Go Ahead Eagles                    | KNVB Cup               | 10                     | 4                      | 1                      | 5                      | 19                     | 20                     |
| PEC Zwolle                         | Nacompetitie           | 2                      | 2                      | 0                      | 0                      | 5                      | 3                      |
| PEC Zwolle                         | Promotiecompetitie     | 2                      | 1                      | 1                      | 0                      | 4                      | 2                      |
| Go Ahead Eagles                    | Championshipgame       | 1                      | 0                      | 0                      | 1                      | 1                      | 2                      |
| PEC Zwolle                         | TOTAL                  | 105                    | 48                     | 18                     | 40                     | 173                    | 176                    |
| Actualizado al 3 de Abril de 2022. |                        |                        |                        |                        |                        |                        |                        |